# 毛利都美子
毛利 都美子（もうり とみこ、天保4年9月5日（1833年10月17日） - 大正2年（1913年）2月21日）は、江戸時代後期から大正時代にかけての女性。長州藩第13代藩主毛利敬親の正室。長州藩第12代藩主毛利斉広の長女。別名都美姫。のち落飾して妙好と称する。

## 生涯
天保4年（1833年）、江戸桜田の長州藩上屋敷にて生まれる。母は側室本多氏。天保7年（1836年）に父・斉広が没し、第11代藩主毛利斉元の子である慶親（敬親）がその養子として跡を継いだが、斉元の生前の意向により、都美姫が敬親の正室となることとなった。弘化4年（1847年）9月、15歳となった都美姫は敬親と婚儀を挙げた。敬親は婿養子でなく（一般の）養子として届け出されていたため、都美姫は斉広の娘（敬親の義妹）でなく一族の毛利親安（斉元の弟・惟祺の息子）の娘という扱いになっている。
嘉永3年（1850年）7月、女子・万世姫を出産する。しかし、万世姫は生後4か月で夭折した。以後、都美姫は子供に恵まれなかった。また、敬親は都美姫より14歳年上であったため、早くから国許の萩城に花里という側室を置き、その間に1男2女が生まれていたが、いずれも既に夭折していた。このため、支藩徳山藩より敬親の養子に入った元徳が安政元年（1857年）に長州藩の世子となった。
文久2年（1862年）に大名妻子の国許居住を許可されたため、翌文久3年（1863年）の春、江戸から国許の長州に下り、山口の居館に入った。江戸生まれの姫には初めての領国入りであった。その後、長州藩は下関戦争・禁門の変・長州征伐など幕末の激しい世情に飲まれ、都美姫は藩主正室として銃後の守りを担ったという。明治維新から程なくして、明治2年（1869年）に敬親は隠居し、明治4年（1871年）に死去した。のちに都美子は髪を切り、妙好と称した。
明治33年（1900年）、香山公園（瑠璃光寺）の「勅撰銅碑」の前で毛利元昭など毛利一族が撮った集合写真（蔵・毛利博物館）の中央に妙好が写っている。
大正2年（1913年）に没した。享年81（満79歳）。戒名は浄華院殿釈尼妙好大姉。

## 関連作品
テレビドラマ
- 『花燃ゆ』（2015年、NHK大河ドラマ、演：松坂慶子）